# Isábena
Isábena är en kommun i Spanien.   Den ligger i provinsen Provincia de Huesca och regionen Aragonien, i den nordöstra delen av landet, 400 km nordost om huvudstaden Madrid. Antalet invånare är 307. Arean är 119 kvadratkilometer. Isábena gränsar till Foradada del Toscar, Valle de Lierp, Torre la Ribera, Beranuy, Arén, Monesma y Cajigar, Castigaleu, Lascuarre och Graus. 
Terrängen i Isábena är huvudsakligen kuperad, men åt nordost är den bergig.